# هولاند (مينيسوتا)
هولاند (بالإنجليزية: Holland, Minnesota)‏ هي مدينة تقع في ولاية مينيسوتا في الولايات المتحدة. تبلغ مساحة هذه المدينة 2.41 (كم²)، وترتفع عن سطح البحر 540 م، بلغ عدد سكانها 187 نسمة في عام 2010 حسب إحصاء مكتب تعداد الولايات المتحدة.

## التركيبة السكانية
قام مكتب تعداد الولايات المتحدة بتحديد بيانات التركيبة السكانية لهولاند في تعداد الولايات المتحدة. في ما يلي، التركيبة السكانية حسب تعدادي 2000 و2010.

### تعداد عام 2000
بلغ عدد سكان هولاند 215 نسمة بحسب تعداد عام 2000، وبلغ عدد الأسر 103 أسرة وعدد العائلات 67 عائلة مقيمة في المدينة. في حين سجلت الكثافة السكانية 233.9 نسمة لكل ميل مربع (90.3/كم2). وبلغ عدد الوحدات السكنية 112 وحدة بمتوسط كثافة قدره 121.8 نسمة لكل ميل مربع (47.0/كم2).
وتوزع التركيب العرقي للمدينة بنسبة 98.60% من البيض و 0.93% من الأمريكيين الأصليين و 0.47% من عرقين مختلطين أو أكثر.
بلغ عدد الأسر 103 أسرة كانت نسبة 29.1% منها لديها أطفال تحت سن الثامنة عشر تعيش معهم، وبلغت نسبة الأزواج القاطنين مع بعضهم البعض 50.5% من أصل المجموع الكلي للأسر، ونسبة 8.7% من الأسر كان لديها معيلات من الإناث دون وجود شريك، وكانت نسبة 34.0% من غير العائلات. تألفت نسبة 34.0% من أصل جميع الأسر من أفراد ونسبة 18.4% كانوا يعيش معهم شخص وحيد يبلغ من العمر 65 عاماً فما فوق. وبلغ متوسط حجم الأسرة المعيشية 2.62، أما متوسط حجم العائلات فبلغ 2.09.
بلغ العمر الوسطي للسكان 44 عاماً. وكانت نسبة 22.8% من القاطنين تحت سن الثامنة عشر، وكانت نسبة 3.3% بين الثامنة عشر والأربعة وعشرون عاماً، ونسبة 26.0% كانت واقعةً في الفئة العمرية ما بين الخامسة والعشرون حتى والأربعة وأربعون عاماً، ونسبة 18.1% كانت ما بين الخامسة والأربعون حتى الرابعة والستون، ونسبة 29.8% كانت ضمن فئة الخامسة والستون عاماً فما فوق. يوجد لكل 100 أنثى 115.0 ذكر، ويوجد لكل 100 أنثى في الثامنة عشر من عمرها فما فوق 104.9 ذكر.
بلغ متوسط دخل الأسرة في المدينة 21,058 دولار، أما متوسط دخل العائلة فبلغ 26,875 دولار. وكان متوسط دخل الذكور 31,563 دولار مقابل 20,313 دولار للإناث. وسجل دخل الفرد الخاص بالمدينة 12,982 دولار. وكانت نسبة 15.3% من العائلات ونسبة 18.4% من السكان تحت خط الفقر، وكان من هؤلاء نسبة 29.5% تحت سن الثامنة عشر ونسبة 13.2% في الخامسة والستين من العمر وما فوق.

### تعداد عام 2010
بلغ عدد سكان هولاند 187 نسمة بحسب تعداد عام 2010، وبلغ عدد الأسر 94 أسرة وعدد العائلات 50 عائلة مقيمة في المدينة. في حين سجلت الكثافة السكانية 201.1 نسمة لكل ميل مربع (77.6/كم2). وبلغ عدد الوحدات السكنية 110 وحدة بمتوسط كثافة قدره 118.3 لكل ميل مربع (45.7/كم2).
وتوزع التركيب العرقي للمدينة بنسبة 95.2% من البيض و 0.5% من الأمريكيين ذوي الأصول الآسيوية و 3.2% من عرقين مختلطين أو أكثر.
بلغ عدد الأسر 94 أسرة كانت نسبة 20.2% منها لديها أطفال تحت سن الثامنة عشر تعيش معهم، وبلغت نسبة الأزواج القاطنين مع بعضهم البعض 39.4% من أصل المجموع الكلي للأسر، ونسبة 10.6% من الأسر كان لديها معيلات من الإناث دون وجود شريك، بينما كانت نسبة 3.2% من الأسر لديها معيلون من الذكور دون وجود شريكة وكانت نسبة 46.8% من غير العائلات. وبلغ متوسط حجم الأسرة المعيشية 2.52، أما متوسط حجم العائلات فبلغ 1.99.
بلغ العمر الوسطي للسكان 48.1 عاماً. وكانت نسبة 17.1% من القاطنين تحت سن الثامنة عشر، وكانت نسبة 4.3% بين الثامنة عشر والأربعة وعشرون عاماً، ونسبة 26.2% كانت واقعةً في الفئة العمرية ما بين الخامسة والعشرون حتى والأربعة وأربعون عاماً، ونسبة 26.7% كانت ما بين الخامسة والأربعون حتى الرابعة والستون، ونسبة 25.7% كانت ضمن فئة الخامسة والستون عاماً فما فوق. وتوزع التركيب الجنسي للسكان بنسبة 52.4% ذكور و47.6% إناث.

## وصلات خارجية
- The US50 - Cities and Towns in Minnesota State